# Carbendazim
Carbendazim ist ein weltweit häufig benutztes Pflanzenschutzmittel (Fungizid) aus der Gruppe der Benzimidazol-Carbamate.

## Gewinnung und Darstellung
Carbendazim kann durch eine mehrstufige Reaktion gewonnen werden. Zuerst werden Thioharnstoff und Dimethylsulfat umgesetzt, welche anschließend in Anwesenheit von Natriumhydroxid mit Chlorameisensäuremethylester reagieren. Das Produkt reagiert mit o-Phenylendiamin und Ameisensäure zu Carbendazim und Methanthiol (Methylmercaptan).

## Eigenschaften
Carbendazim ist ein farb- und geruchloser, in Wasser praktisch unlöslicher Feststoff. Es besitzt keine Anticholinesterase-Aktivität und wird seit den 1970er Jahren kommerziell produziert. Es tritt auch als Metabolit von anderen Benzimidazol-Fungiziden auf. So ist es beispielsweise der Hauptmetabolit der Fungizide Thiophanat-methyl und Benomyl.

## Verwendung und Zulassung
Carbendazim war von der EU-Kommission als Fungizid beim Anbau von Getreide, Zuckerrüben, Raps und Mais zugelassen. In Deutschland und Österreich wurde es vor allem im Getreideanbau verwendet. Die Zulassung des Wirkstoffs lief Ende 2014 EU-weit aus, konnte auf nationaler Ebene noch bis Mitte 2016 verlängert werden. In der Schweiz wurde die Zulassung Carbendazim-haltiger Präparate im Jahr 2016 zurückgezogen. Produkte, welche den Wirkstoff enthalten, konnten mit einer Aufbrauchfrist noch bis Ende 2018 eingesetzt werden. Außerdem wird es in Silikondichtstoffen als Pilzhemmer eingesetzt.

## Sicherheitshinweise
Carbendazim ist als keimzellmutagen Kategorie 1B (nach CLP-Verordnung) eingestuft, gehört also zu den Substanzen, bei denen eine Schädigung von Keimzellen im Tierversuch nachgewiesen wurde.